# FAQ: часті питання
«FAQ: часті питання» (FAQ: Frequently Asked Questions) — повнометражний антиутопічний фільм, написаний і знятий Карлосом Атанесом і випущений у 2004 році.

## Про фільм
Франція. Недалеке імовірне майбутнє; сестринство Метаконтролю керує Європою. Анжелін, зразкова і бездоганна громадянка, щойно вступила в орден.
Але її стосунки з особливою людиною, Ноно, змусять глибоко засумніватися в принципах Доктрини.

## Знімались
| Актор          | Роль                |
| -------------- | ------------------- |
| Ксав'єр Торт   | Ноно                |
| Анн-Селін Ауше | Анжелін             |
| Манель Солас   | Керівник повстанців |